# Werner Devos
Werner Devos (Roeselare, 11 de juny de 1957) és un ciclista belga que fou professional entre 1980 i 1990. En el seu palmarès destaquen algunes victòries com les etapes a la Volta a Aragó i a la Volta a Cantàbria. En el Tour de França de 1982 va acabar en última posició o "fanalet vermell".

## Palmarès
- 1980
  - 1r al Trofeu Het Volk
- 1981
  - 1r a Bellegem
- 1982
  - 1r a la Volta a Limburg
- 1983
  - Vencedor d'una etapa de la Volta a Aragó
  - 1r a la Polders-Campine
- 1984
  - 1r a Beringen
  - 1r a Moorsele
- 1985
  - 1r a Erembodegem
  - 1r al GP Wetteren
- 1986
  - 1r a Houthulst
- 1987
  - Vencedor d'una etapa de la Volta a Cantàbria
  - Vencedor d'una etapa de la Volta a Dinamarca
- 1988
  - 1r al Circuit Escaut-Durme

### Resultats a la Volta a Espanya
- 1985. Abandona
- 1987. Abandona

### Resultats al Tour de França
- 1982. 125è de la Classificació general